# German Alekszandrovics Szvesnyikov
German Alekszandrovics Szvesnyikov (oroszul: Герман Александрович Свешников) (Gorkij, 1937. május 11. – Nyizsnyij Novgorod, 2003. június 9.) szovjet színekben olimpiai és világbajnok orosz tőrvívó, edző.